# 卡普德萨索
卡普德萨索，是西班牙阿拉贡自治区韦斯卡省的一个市镇。总面积18平方公里，总人口170人（2001年），人口密度9人/平方公里。